# Ferula atlantica
Ferula atlantica là một loài thực vật có hoa trong họ Hoa tán. Loài này được Elalaoui & Cauwet mô tả khoa học đầu tiên năm 2004.